# Thiruparappu
Thiruparappu é uma panchayat (vila) no distrito de Kanniyakumari, no estado indiano de Tamil Nadu.

## Demografia
Segundo o censo de 2001,  Thiruparappu  tinha uma população de 21,722 habitantes. Os indivíduos do sexo masculino constituem 49% da população e os do sexo feminino 51%. Thiruparappu tem uma taxa de literacia de 75%, superior à média nacional de 59.5%: a literacia no sexo masculino é de 78% e no sexo feminino é de 72%. Em Thiruparappu, 10% da população está abaixo dos 6 anos de idade.